# Pulsen
Pulsen ist ein Ortsteil der sächsischen Gemeinde Röderaue im Landkreis Meißen.

## Geografie und Verkehrsanbindung
Westlich von Pulsen verläuft der Röder-Kanal, östlich die Große Röder. Im Süden des Ortes liegen der Große Teich und der Eichelteich sowie der Röderteich.
Die Bundesstraße B 169 tangiert Pulsen. Westlich außerhalb von Pulsen existiert der Haltepunkt Tiefenau an der Bahnstrecke Zeithain-Elsterwerda, an welchem die SPNV-Linie RB 45 zwischen Chemnitz, Riesa und Elsterwerda verkehrt. Pulsen selbst wird über drei Regionalbuslinien unter anderem mit Riesa, Gröditz und Großenhain verbunden.

### Nachbarorte
| Gröditz  | Gröditz                                     |            |
| Tiefenau | Kompassrose, die auf Nachbargemeinden zeigt | Frauenhain |
| Koselitz |                                             |            |

## Geschichte

Pulsen auf einer geschichtlichen Karte des Kreises Liebenwerda (1910).

Das Straßendorf auf Gewannflur war 1406 zur Pflege Großenhain gehörig. Bereits 1274 wurde hier eine villula genannt. Die Grundherrschaft übten anteilhaft die Rittergüter Strehla und Frauenhain aus, die Verwaltungszugehörigkeit war zwischen 1696 und 1764 ebenfalls zwischen den Ämtern Großenhain und Oschatz geteilt. Pulsen war nach Frauenhain gepfarrt und gehört heute zur dortigen Kirchgemeinde. Ab 1816 gehörte der Ort vollständig zum Amt Großenhain, von 1856 bis 1875 zum Gerichtsamt und danach zur Amtshauptmannschaft Großenhain. Im Jahr 1900 betrug die Größe der Gemarkung Pulsen 305 Hektar. 1925 waren fast alle Einwohner evangelisch-lutherisch, nur einer nicht. Ende der 1930er Jahre begann die Ansiedlung von Arbeitern für das Eisenwerk in Gröditz. Dadurch stieg die Einwohnerzahl des Ortes sprunghaft von 134 (1939) auf 2806 (1945) an. Im Zuge der Kreisreform 1952 ging die Amtshauptmannschaft in den neugebildeten Kreis Riesa über. Während der DDR-Zeit wurden in Pulsen mehrere Reihenhaussiedlungen in Plattenbauweise errichtet. Am 1. Januar 1994 endete die Eigenständigkeit Pulsens durch den Zusammenschluss mit Frauenhain, Raden und Koselitz zur neuen Gemeinde Röderaue. Im selben Jahr ging der Landkreis Riesa in den neuen Landkreis Riesa-Großenhain über, der am 1. August 2008 Teil des Landkreises Meißen wurde.

### Entwicklung der Einwohnerzahl
| Jahr | Einwohnerzahl                  |
| ---- | ------------------------------ |
| 1551 | 14 besessene Mann, 18 Inwohner |
| 1764 | 14 besessene Mann, 12½ Hufen   |
| 1834 | 92                             |
| 1871 | 134                            |

| Jahr | Einwohnerzahl |
| ---- | ------------- |
| 1890 | 115           |
| 1910 | 130           |
| 1925 | 154           |
| 1939 | 171           |

| Jahr | Einwohnerzahl |
| ---- | ------------- |
| 1946 | 2806          |
| 1950 | 2735          |
| 1964 | 2398          |
| 1990 | 1848          |